# نگار حسن‌زاده
نگار حسن‌زاده شاعره، فیلسوف و نویسنده به زبان روسی است. او عضو اتحادیه نویسندگان جمهوری آذربایجان و یکی از اعضای مدیر بین‌المللی قلم پروژه ادبی «سؤز» است که توسط وزارت فرهنگ جمهوری آذربایجان اداره می‌شود. اشعار او به بسیاری از زبان‌ها ترجمه شده و در سراسر جهان از جمله بریتانیا، ایتالیا، آلمان، کانادا، استرالیا، مجارستان، لهستان، ترکیه، ایران، اسرائیل، روسیه و ازبکستان ترجمه شده‌است. سبک شرقی نگارش او شهرت شاعری را با زبانی منحصربه‌فرد با ترکیب سنت‌های مختلف نوشتاری به دست آورده بود. نگار از سال ۲۰۰۰ تا ۲۰۱۴ در لندن زندگی و کار کرده بود و سالها یکی از پیشگامان دیاسپورای آذربایجان در بریتانیای کبیر بود. او نوه یعقوب حسن‌زاده‌است.